# Sérgio Ferreira (escritor)
Sérgio Manuel Napoleão Ferreira, mais conhecido como Sérgio Ferreira (Mindelo, 1946 – Lisboa, 13 de julho de 2006) , foi um escritor e cineasta português nascido em Cabo Verde.
Era filho do escritor português  Manuel Ferreira e da escritora cabo-verdiana Orlanda Amarílis. Com eles passou a infância na Índia Portuguesa (Pangim, Goa) e em África. 
Refratário, não querendo participar na guerra colonial em África, viveu exilado em Londres durante seis anos, onde se licenciou em cinema pela London Film School (cinema e televisão) e cursou o Contemporary Film Makers Studio. Fez ainda o curso de cenografia em Lisboa da Escola Superior de Teatro e Cinema e frequentou o curso de formação de atores no Conservatório Nacional de Lisboa.
Realizador, produtor e argumentista cinematográfico, participou na execução de vários filmes sobre personalidades da cultura portuguesa, de médias e longas metragens para a RTP, nomeadamente sobre a vida de Fernando Namora, Leal da Câmara, Pomar, Armando Jorge, Jorge Peixinho, António Casimiro e José Cardoso Pires. Realizou igualmente uma série de seis programas sobre a evolução da música africana. Organizou e dirigiu seminários de cenografia na Escola Superior de Teatro e Cinema de Lisboa.
Foi ainda produtor executivo das Edições ALAC (África, Literatura, Arte e Cultura) e da revista "África – Literatura, Arte e Cultura", coordenada por seu pai, Manuel Ferreira.
Estreou-se na ficção em 2005, com o romance histórico A Donatária, produto de uma investigação cuidada de vários anos. A ação deste romance passa-se entre os anos de 1578-1583 e localiza-se principalmente na Ilha de Santiago de Cabo Verde. Sérgio Ferreira, seguindo as pisadas de seus pais, os escritores Manuel Ferreira e Orlanda Amarílis, dá com este romance um precioso contributo à ficção romanesca cabo-verdiana, prestigiando as letras de ambos os países – Portugal e Cabo Verde.
Ainda em 2005 publicou também O Desígnio e, em 2006, Um sorriso ao canto da boca.

## Obras
- A Donatária - Lisboa : Plátano Editora, 2005. - 292 p.
- O desígnio : Um conto de Natal - Lisboa : Plátano Editora, 2005. - 32 p.
- Um sorriso ao canto da boca - Lisboa : Plátano Editora, 2006. - 42 p.